# 마야콥스카야역 (모스크바 지하철)
마야콥스카야역(러시아어: Маяко́вская)은 모스크바 지하철 자모스크보레츠카야 선의 역이다. 역의 이름은 시인 블라디미르 마야콥스키의 이름을 따서 결정되었다. 

## 역사
마야콥스카야 역은 1938년 9월 11일 개장했다.